# Hylte landsfiskalsdistrikt
Hylte landsfiskalsdistrikt var 1918–1964 ett landsfiskalsdistrikt i Jönköpings län, bildat som Långaryds landsfiskalsdistrikt när Sveriges indelning i landsfiskalsdistrikt trädde i kraft den 1 januari 1918, enligt beslut den 7 september 1917. När Sveriges nya indelning i landsfiskalsdistrikt trädde i kraft den 1 januari 1952 (enligt kungörelsen 1 juni 1951) ändrades distriktets namn till Hylte landsfiskalsdistrikt. Den 1 januari 1965 avskaffades i Sverige samtliga landsfiskaler och landsfiskalsdistrikt, och deras arbetsuppgifter delades upp på de nyskapade indelningarna polisdistrikt, åklagardistrikt och kronofogdedistrikt.
Landsfiskalsdistriktet låg under länsstyrelsen i Jönköpings län.

## Ingående områden
När Sveriges nya indelning i landsfiskalsdistrikt trädde i kraft den 1 oktober 1941 (enligt kungörelsen den 28 juni 1941) tillfördes kommunerna Femsjö, Jälluntofta och Södra Unnaryd från det upplösta Unnaryds landsfiskalsdistrikt. 1 januari 1952 ändrades distriktets omfattning.

### Från 1918
Västbo härad:
- Färgaryds landskommun
- Gryteryds landskommun
- Långaryds landskommun
- Södra Hestra landskommun

### Från 1 oktober 1941
Västbo härad:
- Femsjö landskommun
- Färgaryds landskommun
- Gryteryds landskommun
- Jälluntofta landskommun
- Långaryds landskommun
- Södra Hestra landskommun
- Södra Unnaryds landskommun

### Från 1 januari 1952
- Burseryds landskommun
- Hylte landskommun
- Villstads landskommun